# Te quiero, Радиша
Те quiero, Радиша (Те кјеро, Радиша — Волим те, Радиша) је српски телевизијски филм из 2004. године чији је сценарио писао Синиша Павић. Главне улоге тумаче: Предраг Смиљковић, Милан Гутовић и Никола Симић.